# Stanisław Bizański

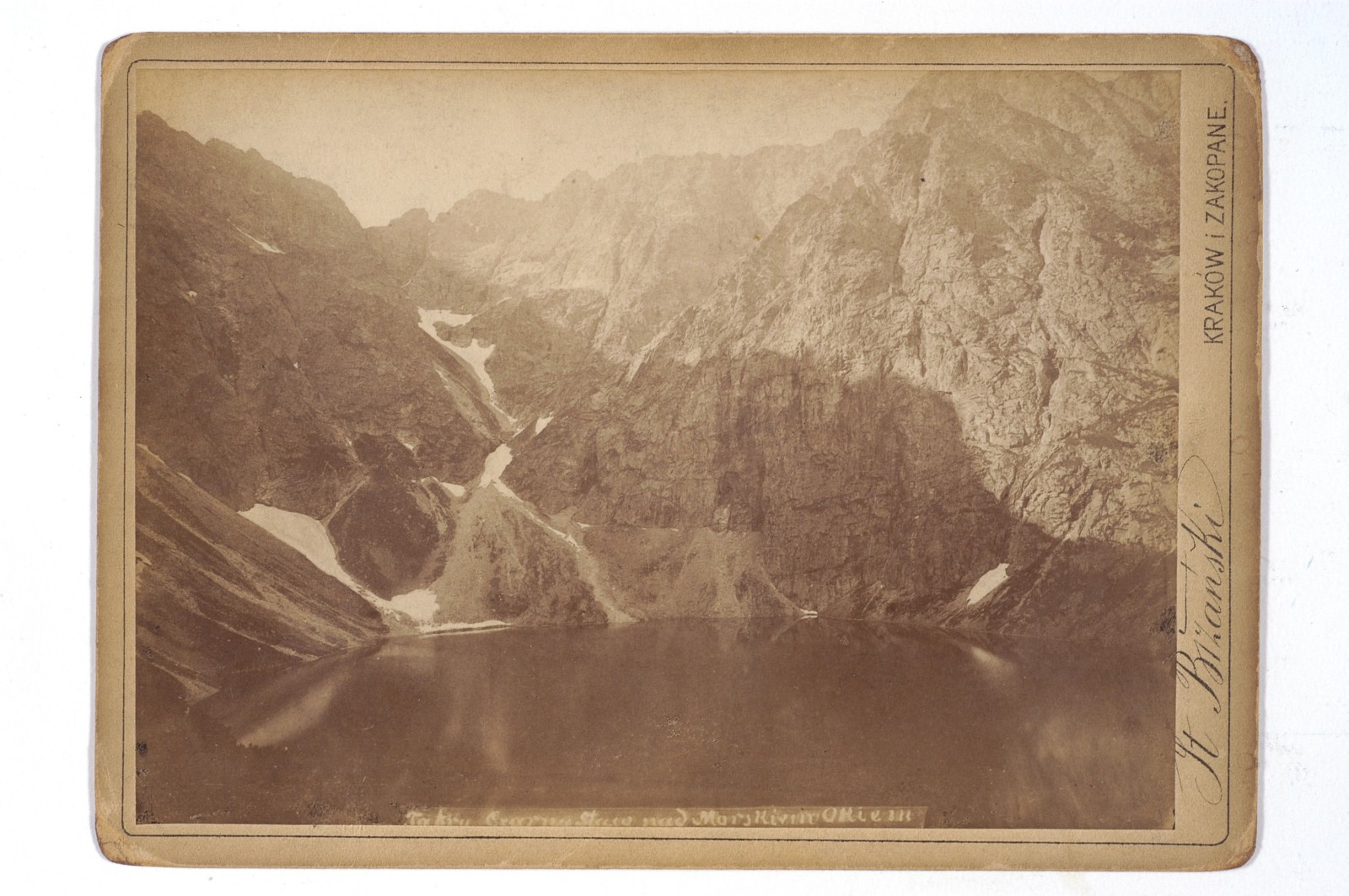
Czarny Staw nad Morskim Okiem

Stanisław Bizański (16. ledna 1846 v Krakově – 4. ledna 1890 tamtéž) byl polský fotograf, známý především svými fotografiemi Tater.

## Životopis
Byl synem Jana Nepomucena, malíře a profesora na Akademii výtvarných umění v Krakově. V roce 1880 se stal majitelem fotografického studia „Pod Nową Bramą“ na ulici Sienna 10 v Krakově. Před rokem 1884 byl závod přesunut na adresu Plac Szczepański 3.
Stanisław Bizański je známý především svou fotografií s tatranskou tematikou, která ho zaujala u jeho přítele – Waleryho Eljasze-Radzikowského . Bizański také pořídil řadu portrétních fotografií; jeho klienti byli například: Władysław Mickiewicz, Józef Kotarbiński nebo spisovatel Henryk Sienkiewicz. Umělec dokumentoval podhalský folklór a zaznamenal charakteristické lidské typy. Díky němu se zachovaly obrazy známých tatranských průvodců (Jędrzej Wala mladší, Jan Krzeptowski) a lidí spojených s Tatrami (Walery Eljasz-Radzikowski nebo kněz Józef Stolarczyk). Bizańského fotografie mají kromě své umělecké hodnoty také dokumentární.
Stanisław Bizański a jeho manželka Maria měli dva syny – Władysława a Kazimierza. Zemřel v Krakově ve věku 44 let.

## Fotografické studio Stanisława Bizańskiho
Některé z fotografií přisuzovaných Bizańskému pořídili jeho kolegové v terénu. Jednoho z nich, Józefa Głogowského, doprovázel v srpnu 1889 Walery Eljasz-Radzikowski, který zanechal poznámku nazvanou Seznam tatranských pohledů pořízených na fotografii Józ [efa] Głogowského pro St. Bizański . Ve dnech 19. – 30. srpna 1889 Głogowski pořídil v Tatrách 86 fotografií, které pokrývaly oblasti Hala Gąsienicowa, Dolina Pięciu Stawów Polskich, Morskie Oko, údolí Biała Woda, údolí Kościeliska, údolí Mała Łąki a horská údolí. O samotném Głogowski se mnoho informací nedochovalo.
Po předčasné smrti Stanisława Bizańského pokračovala v jeho činnosti až do roku 1900 jeho manželka a syn Władysław. V roce 1892 otevřeli pobočky v Krynici a Zakopaném, které byly na ulici Nowotarska . Władysław Bizański provozoval obchod i po smrti své matky. Jeho mladší bratr Kazimierz byl aktivní horolezec, fotografoval také v Tatrách.

## Vzpomínka
Po umělcově smrti vydala rodina dvě alba s jeho díly Widoki Tatr w fotografiach Stanisława Bizańskiego fotografa w Krakowie (60 fotografií) a Widoki z Tatr (30 fotografií). V letech 1890–1901 se v publikacích Tatranské společnosti objevily četné fotografie od Bizańského ve formě heliogravurních dodatků.
V roce 2012 Tatranský národní park připravil výstavu děl Stanisława Bizańského ve městě Kuźnice – 40 tabulí s fotografiemi.

## Galerie

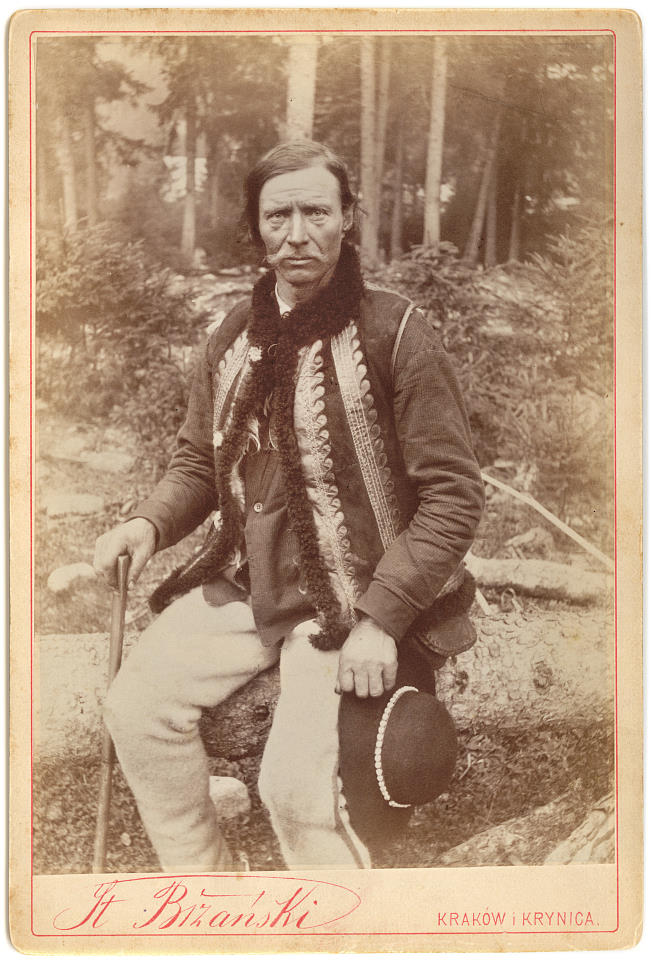
Portrét Jędrzeja Wali (mladší)
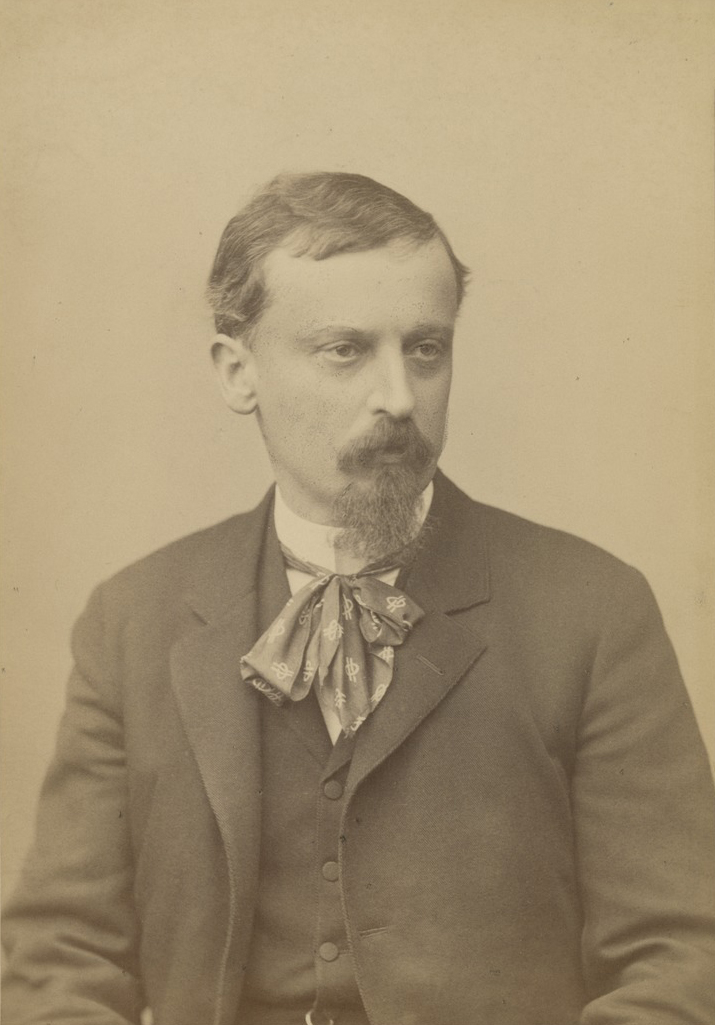
Portrét Henryka Sienkiewicza
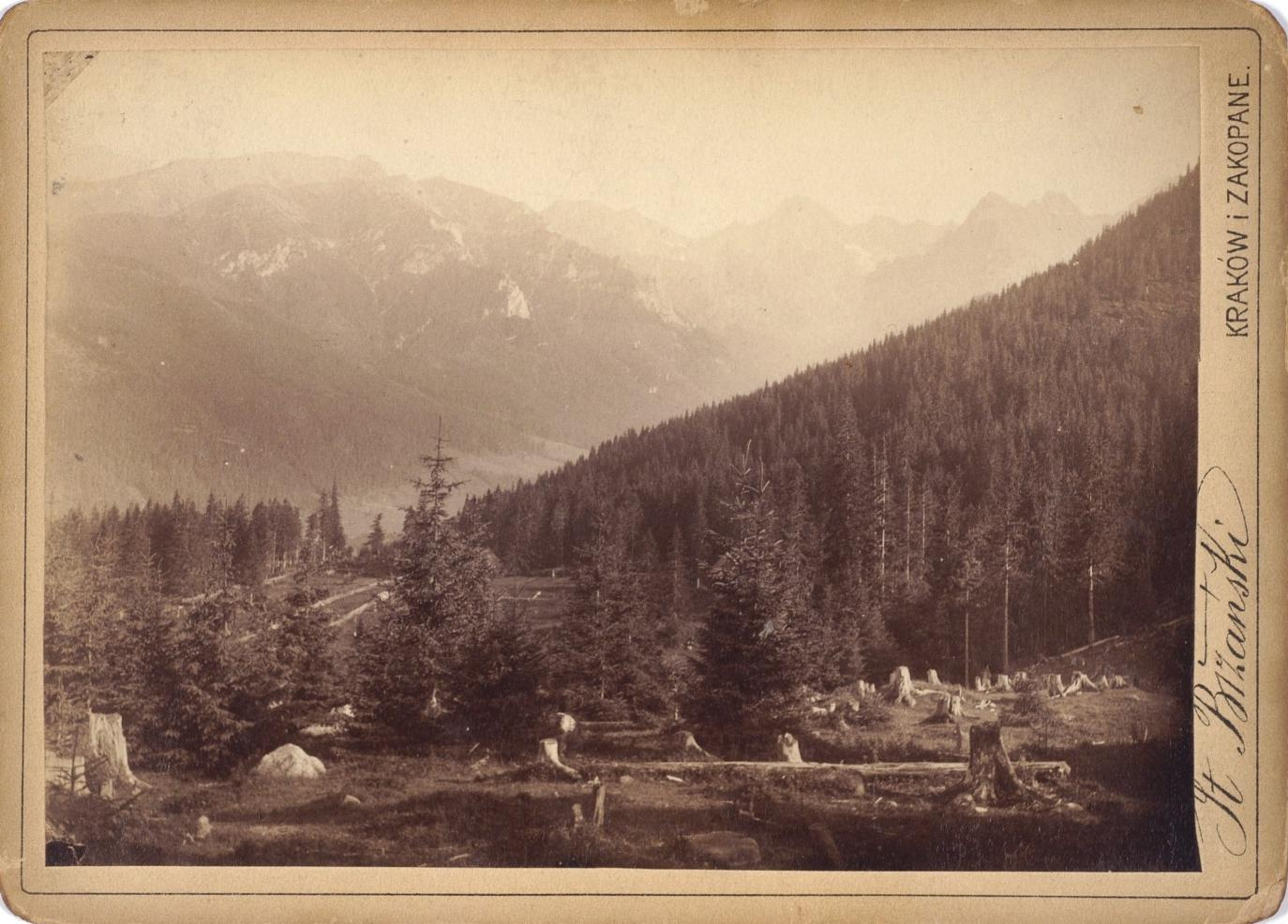
Pohled z Wołoszyna
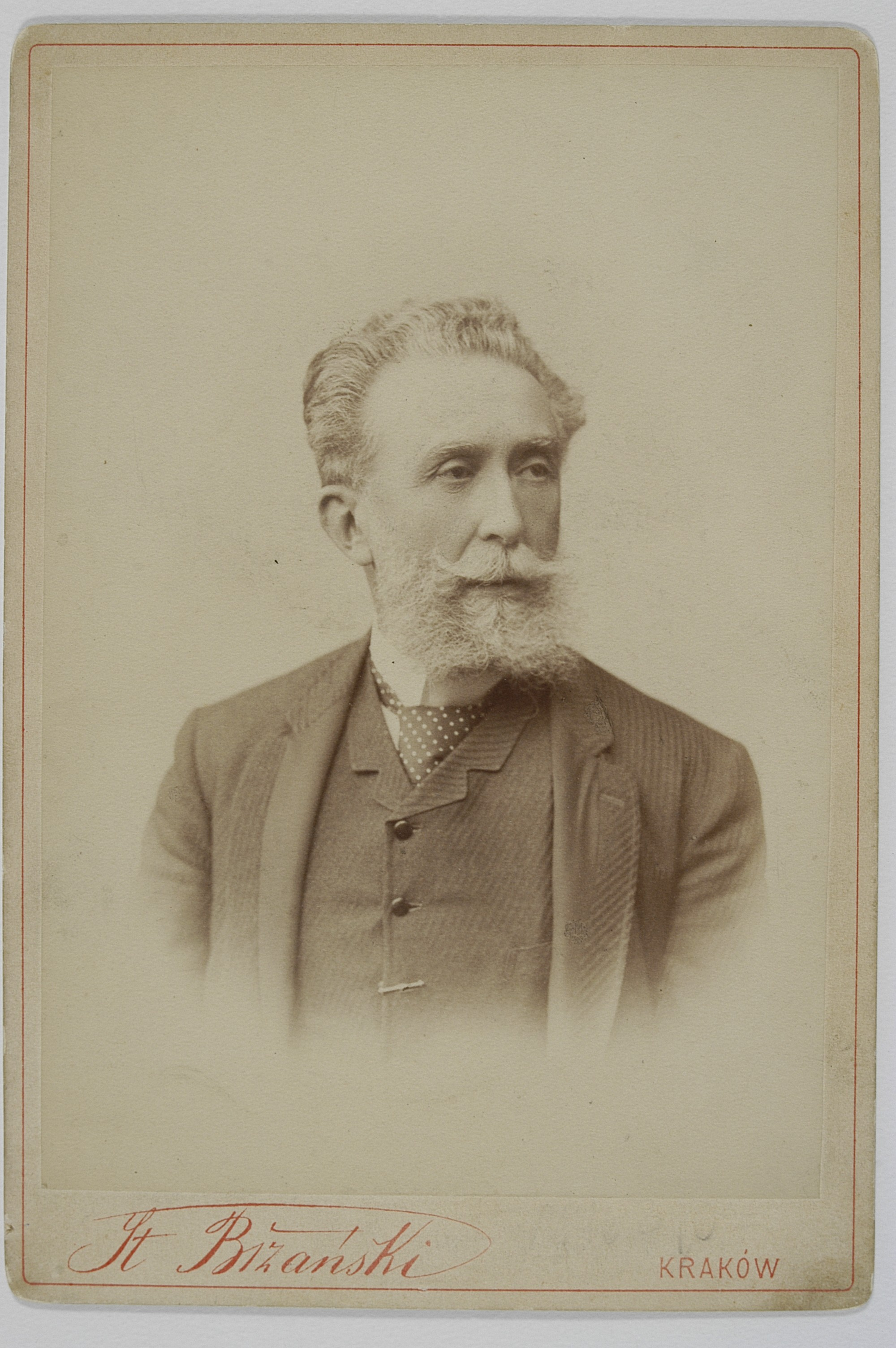
Stanisław Tarnowski
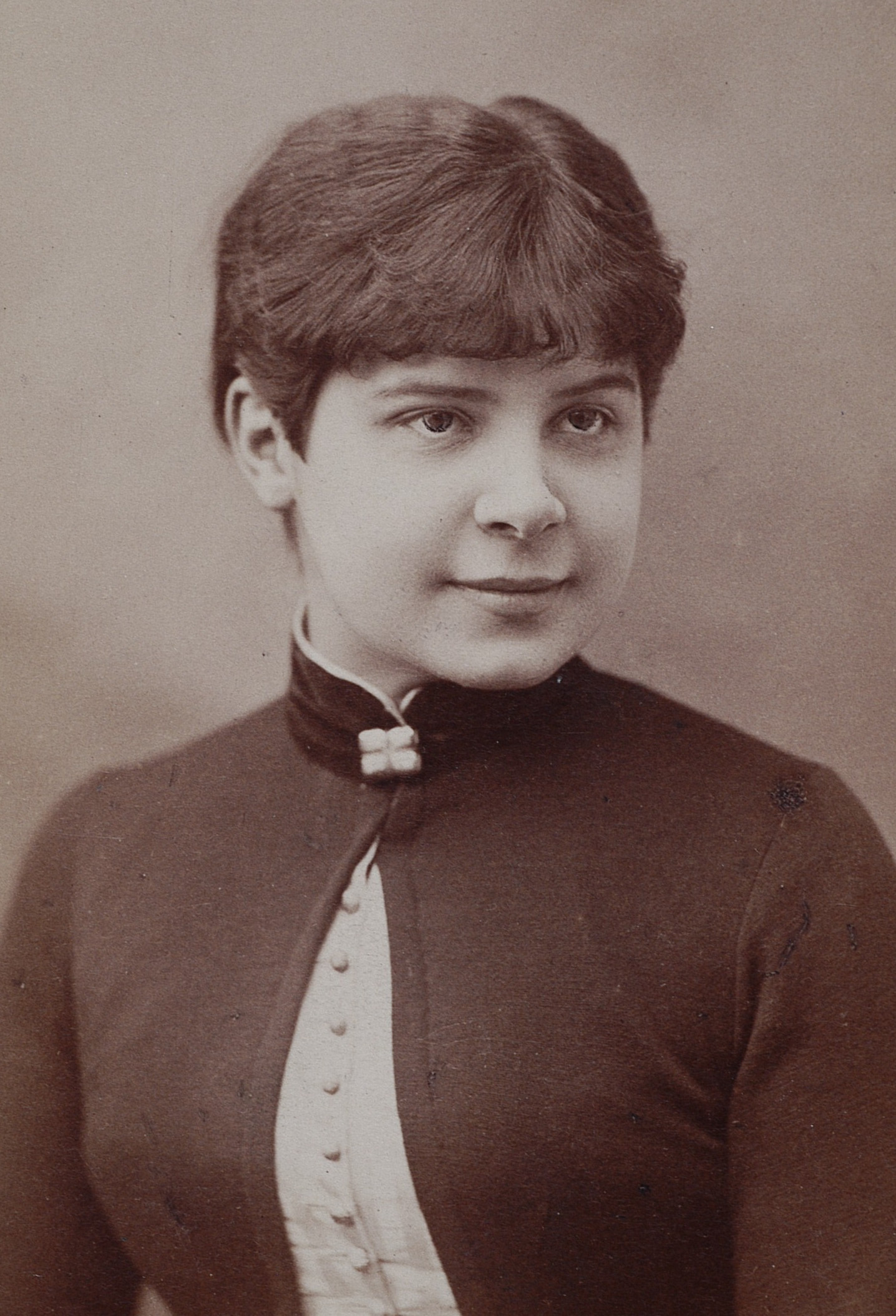
Wanda Barszczewska
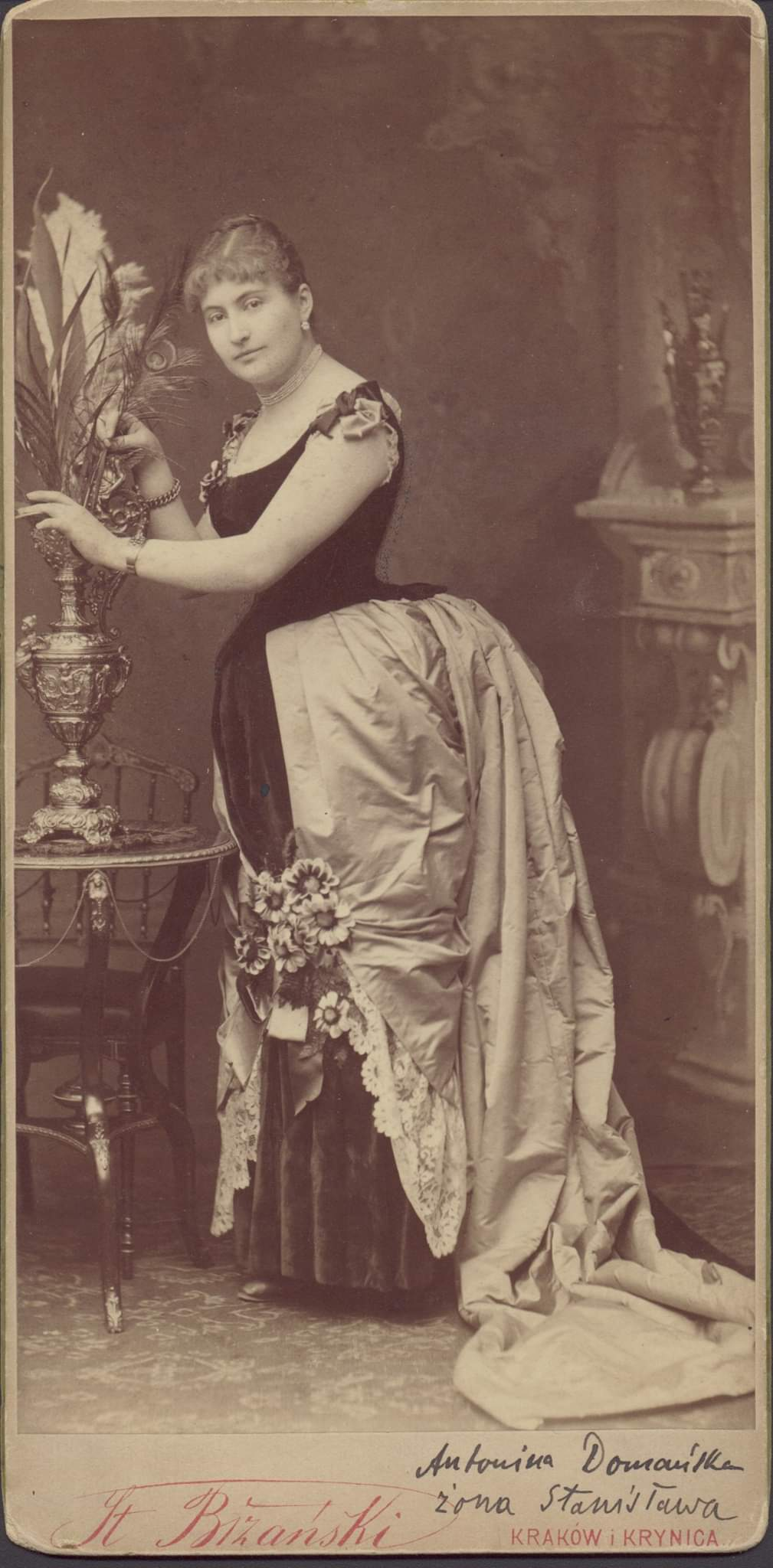
Portret Antoniny Domańskiej
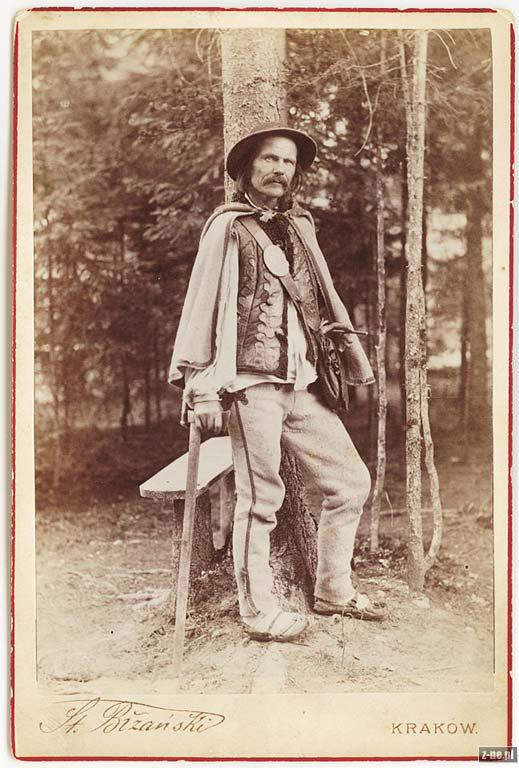
Maciej Sieczka 1885
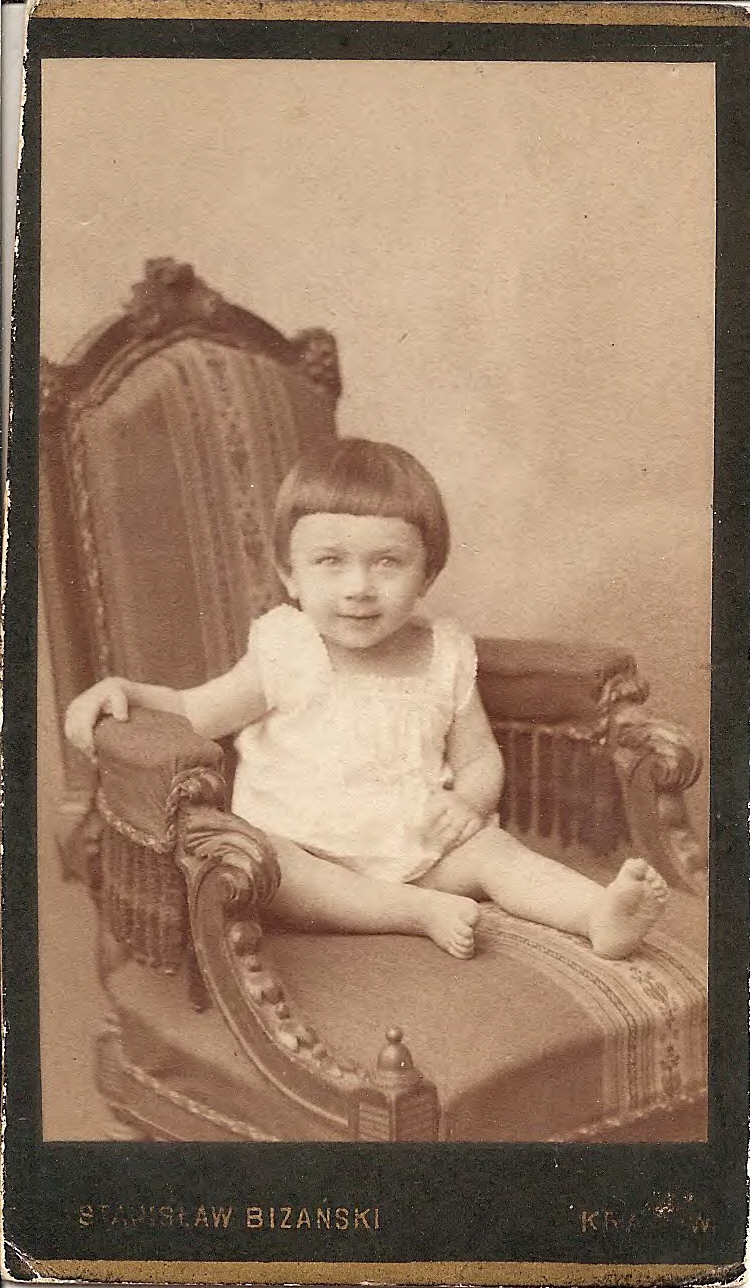
Dětská fotografie, ateliér Krakow
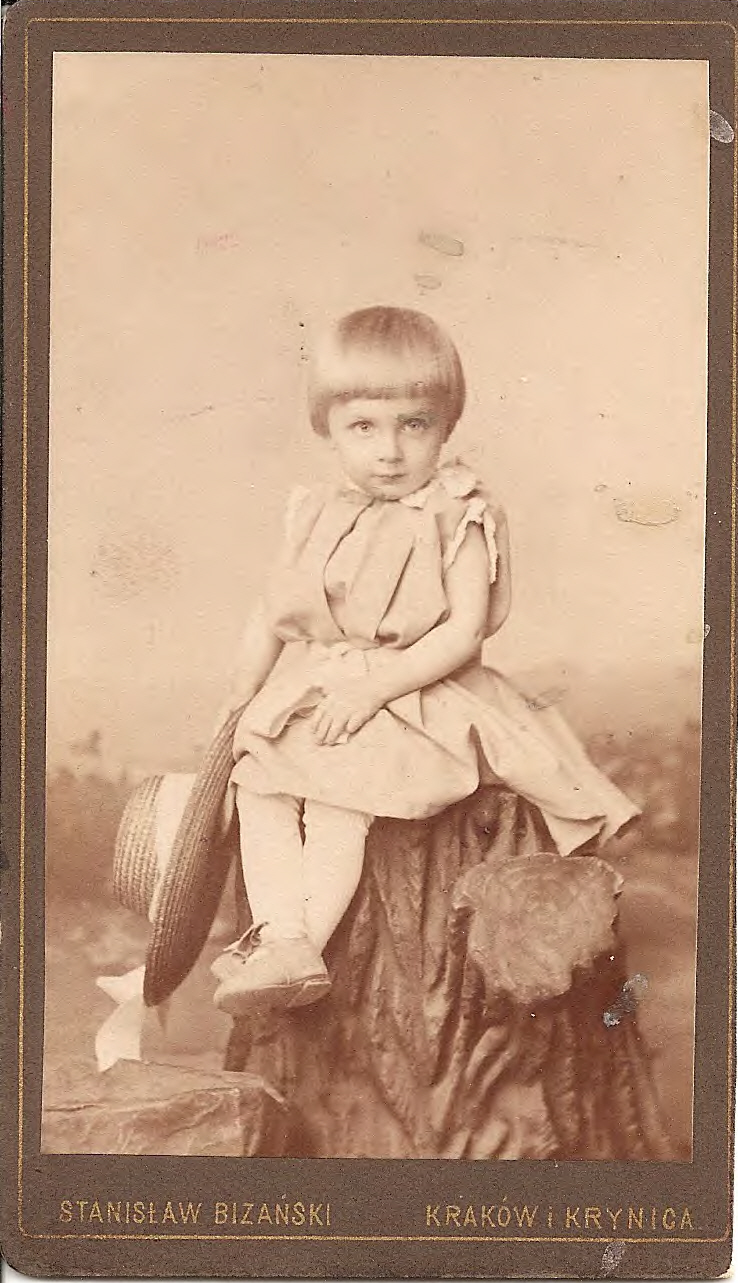
Dětská fotografie, ateliér Krakow
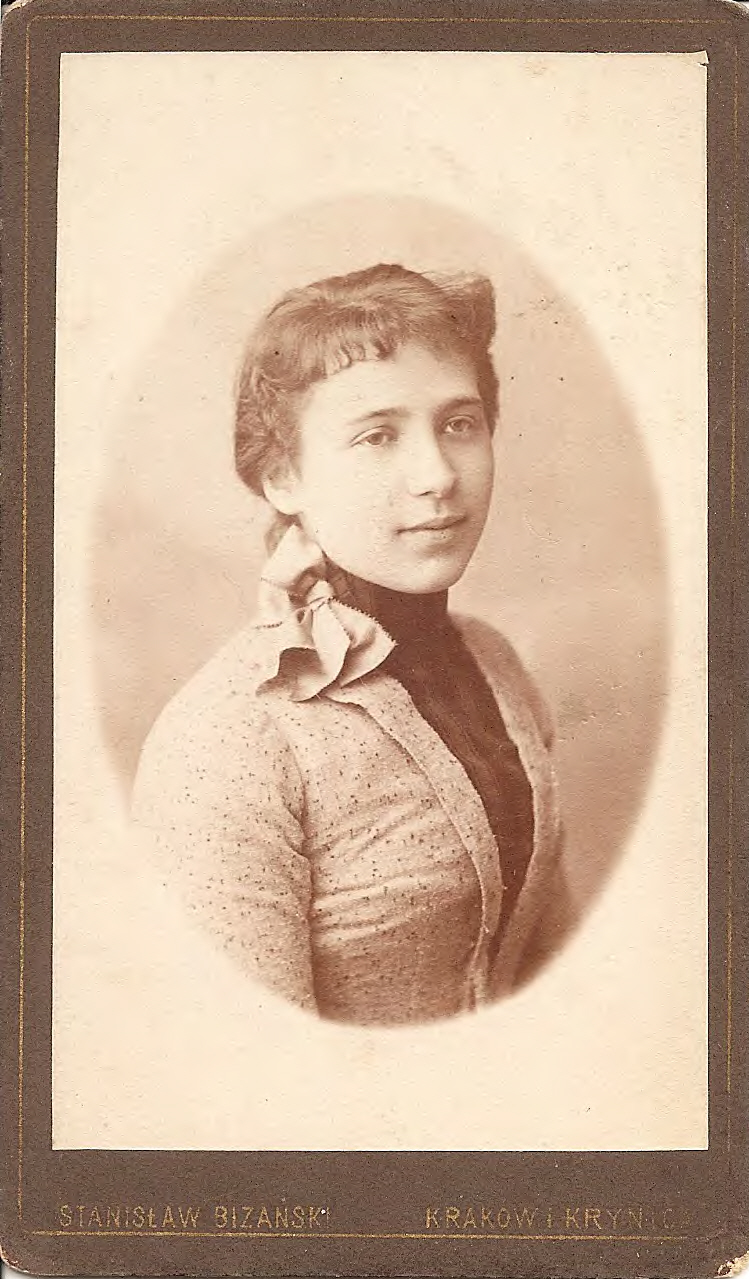
Dívka, ateliér Krakow